# Dicranota flavibasis
Dicranota (Rhaphidolabis) flavibasis là một loài ruồi trong họ Pediciidae. Chúng phân bố ở vùng sinh thái Palearctic.